# Cosmosoma garleppi
Cosmosoma garleppi är en fjärilsart som beskrevs av Rothschild 1911. Cosmosoma garleppi ingår i släktet Cosmosoma och familjen björnspinnare. Inga underarter finns listade i Catalogue of Life.